# 밴시티 신협
밴쿠버 신용협동조합(Vancouver City Savings Credit Union)은 캐나다 밴쿠버에 위치한 신용협동조합이다. 밴시티는 캐나다에서 가장 큰 신용협동조합으로, 60개의 지점과 54만명의 회원을 가지고 있다. 자산은 282억 캐나다 달러로 추산된다.

## 역사
Vancity는 1946년 캐나다 브리티시컬럼비아 주 밴쿠버에서 공개 채권 신용 조합으로 운영을 시작했다. 처음에는 14명의 밴쿠버 주민으로 구성된 금융 Vancity는 브리티시 컬럼비아의 로어 메인 랜드와 밴쿠버 아일랜드 빅토리아 지역에 서비스를 제공하기까지 성장했다.
1946년 9월 28일, 14명의 밴쿠버 주민들이 사회 지위에 관련없이 도시의 모든 주민에게 개방되는 공개 채권 신용 조합을 설립하기 위한 헌장에 서명했다. 1946년 10월 11일, Vancouver City Savings Credit Union이 공개되었다. 1946년말 총 자산은 2,966 달러였다.

## 서비스
밴시티의 상품은 개인 계좌와 기업계좌 및 모기지 대출을 포함함다. 밴시티는 자회사를 통해 외환거래, 생명 보험, 비자 신용 카드, 부동산 개발 및 투자 자문 서비스도 운영한다.